# Saxifraga parva
Saxifraga parva är en stenbräckeväxtart som beskrevs av William Botting Hemsley. Saxifraga parva ingår i Bräckesläktet som ingår i familjen stenbräckeväxter. Inga underarter finns listade i Catalogue of Life.